# Copa Juan Pinto Durán 1988
La Copa Juan Pinto Durán de 1988, fue la octava edición del torneo.
Esta versión del torneo se jugó en las ciudades de Concepción, Chile y en Montevideo, Uruguay, en partidos de ida y vuelta los días 11 y 18 de julio. La selección de Uruguay obtuvo su quinto trofeo, aumentando su distancia en 3 copas.

## Partidos
| 1 de noviembre de 1988 | Chile                     | 1:1 (0:0) | Uruguay          | Estadio Municipal de Concepción, Concepción               |                                                           |
|                        | Rubén Espinoza 89' (pen.) | Reporte   | Daniel Vidal 86' | Asistencia: 16.301 espectadores Árbitro(s): Carlos Robles | Asistencia: 16.301 espectadores Árbitro(s): Carlos Robles |

| 9 de noviembre de 1988 | Uruguay                                                                   | 3:1 (0:0) | Chile              | Estadio Centenario, Montevideo                             |                                                            |
|                        | Rubén Da Silva 70' (pen.) · Enrique Báez 79' · Sergio Daniel Martínez 87' | Reporte   | Rubén Espinoza 90' | Asistencia: 6.470 espectadores Árbitro(s): Juan Cardellino | Asistencia: 6.470 espectadores Árbitro(s): Juan Cardellino |

## Tabla
| Selección | Pts. | PJ | PG | PE | PP | GF | GC | Dif. |
| --------- | ---- | -- | -- | -- | -- | -- | -- | ---- |
| Uruguay   | 3    | 2  | 1  | 1  | 0  | 4  | 2  | +2   |
| Chile     | 1    | 2  | 0  | 1  | 1  | 2  | 4  | -2   |

| Bandera de Uruguay         |
| Campeón Uruguay 5to título |